# Chrysiptera chrysocephala
Chrysiptera chrysocephala là một loài cá biển thuộc chi Chrysiptera trong họ Cá thia. Loài này được mô tả lần đầu tiên vào năm 2002.

## Từ nguyên
Từ định danh chrysocephala được ghép bởi hai âm tiết trong tiếng Hy Lạp cổ đại, khrusós (χρυσός; "màu vàng") và kephalḗ (κεφαλή; "đầu"), hàm ý đề cập đến vùng màu vàng đặc trưng ở đỉnh đầu của loài cá này.

## Phạm vi phân bố và môi trường sống
Mẫu định danh của C. chrysocephala được thu thập tại đá Hoa Lau (thuộc quần đảo Trường Sa của Việt Nam nhưng do Malaysia kiểm soát). Tại Việt Nam, loài cá này cũng được tìm thấy ở một số đảo nhỏ trong vịnh Nha Trang, cũng như tại quần đảo Hoàng Sa. Ngoài ra, loài này cũng được ghi nhận tại đảo Palawan (Philippines) và vịnh Tomini (đảo Sulawesi, Indonesia).
C. chrysocephala sinh sống tập trung ở các rạn viền bờ ở độ sâu đến ít nhất là 10 m.

## Mô tả
Chiều dài lớn nhất được ghi nhận ở C. chrysocephala là 5 cm. C. chrysocephala có màu trắng với nhiều chấm nhỏ màu xanh tím trên vảy, đặc trưng bởi một vùng màu vàng tươi ở quanh mõm, và từ đỉnh đầu lan rộng ra nửa lưng trước. Mống mắt vàng tươi với cặp sọc trắng băng ngang đồng tử. Gốc vây ngực có màu vàng cam. Các vây trong mờ, màu trắng.
Số gai ở vây lưng: 13; Số tia vây ở vây lưng: 12–13; Số gai ở vây hậu môn: 2; Số tia vây ở vây hậu môn: 12–13; Số gai ở vây bụng: 1; Số tia vây ở vây bụng: 5; Số tia vây ở vây ngực: 16–17; Số vảy đường bên: 16–18.

## Sinh thái học
C. chrysocephala là loài có tính lãnh thổ. Cá đực có tập tính bảo vệ và chăm sóc trứng; trứng có độ dính và bám chặt vào nền tổ.

## Phân loại học
C. chrysocephala và Chrysiptera caesifrons nằm cùng một nhóm phức hợp loài với Chrysiptera rex, nhưng C. caesifrons và C. rex là hai loài chị em có quan hệ gần nhất.